# Jan Willem van Erven Dorens

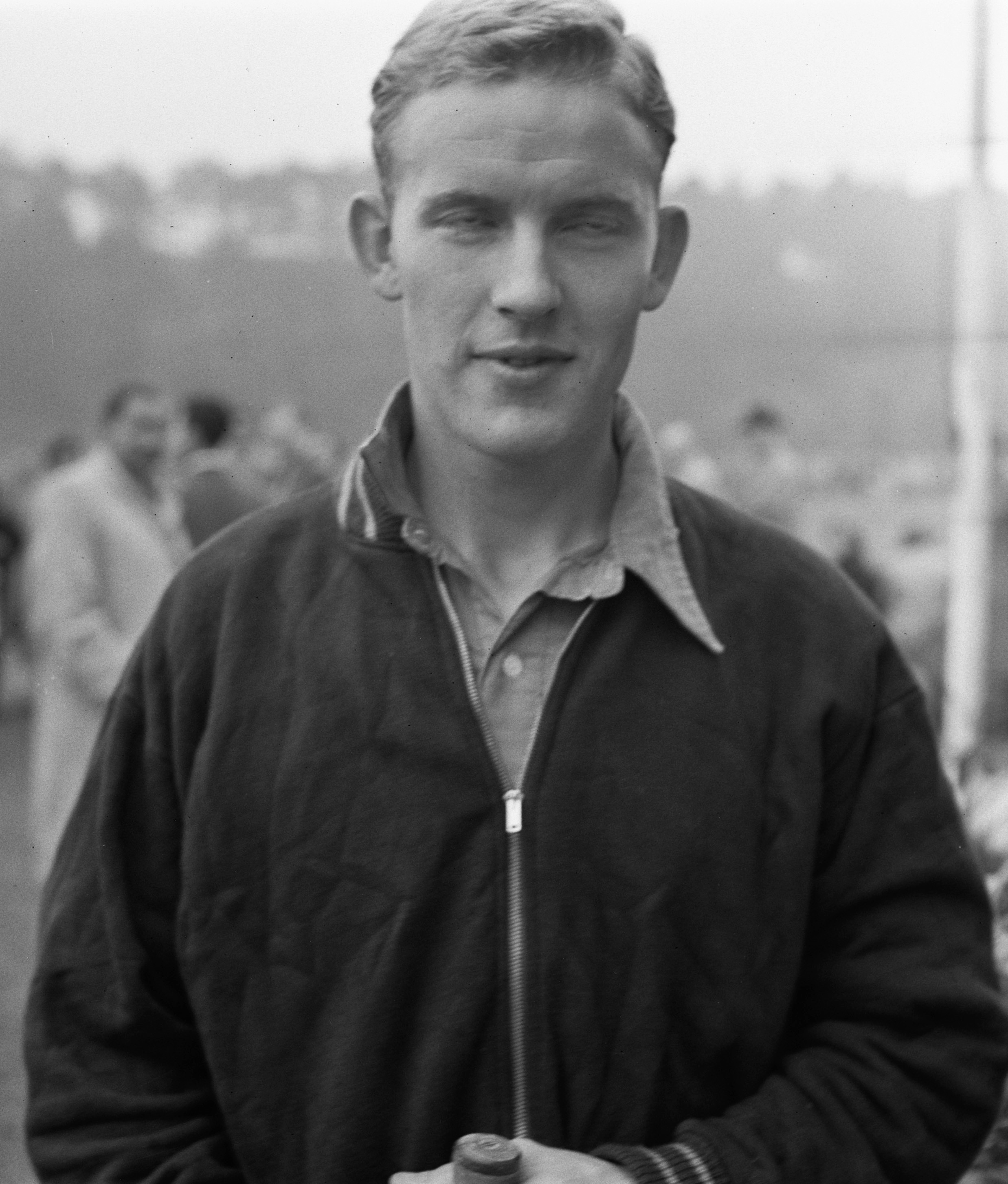
Jan Willem van Erven Dorens (1956)

Jan Willem van Erven Dorens (* 8. November 1934 in Amsterdam) ist ein ehemaliger niederländischer Hockeyspieler.

## Karriere
Jan Willem van Erven Dorens spielte beim Larensche Mixed Hockey Club, der 1956 und 1961 den niederländischen Meistertitel gewann.
Der Mittelstürmer trat von 1954 bis 1961 in 50 Länderspielen  für die Nationalmannschaft an und erzielte 21 Tore.
Jan Willem van Erven Dorens verpasste 1956 die Teilnahme an den Olympischen Spielen in Melbourne wegen des Olympiaboykotts der Niederländer. Vier Jahre später war er bei den Olympischen Spielen 1960 in Rom in allen sechs Spielen dabei. Die niederländische Mannschaft belegte den neunten Platz. Im Vorrundenspiel gegen Dänemark erzielte er alle niederländischen Tore beim 4:2-Sieg.
Bei der Eröffnungsfeier der Olympischen Spiele 1960 war Jan Willem van Erven Dorens Fahnenträger der niederländischen Mannschaft.